# Giuseppe Calabrò
Giuseppe Calabrò (Floridia, 10 maggio 1916 – 16 giugno 2002) è stato un politico e avvocato italiano.

## Biografia
Entrò in parlamento per la prima volta nel 1953, nella II Legislatura tra le file dell'MSI e sempre riconfermato, ad eccezione della V Legislatura (1963-1968) - quando non fu eletto -  fino alla VII Legislatura. Nel 1977 aderì al neonato movimento di Democrazia Nazionale.
Nel 1979 non fu rieletto con D.N.-C.Dː in Parlamento.